# Eduardo Hontiveros
Pour les articles homonymes, voir Hontiveros.
Eduardo Hontiveros (parfois appelé Père Honti), né le 20 décembre 1923 a Molo, Iloilo City (Philippines),  et décédé le 15 janvier 2008 a Manille, était un prêtre jésuite philippin, compositeur et musicien de renom.
Hontiveros est particulièrement connu pour ses chants religieux.

## Sources
- Site de la province philppines des Jésuites